# Лебедев, Алексей Иванович (футболист)
Алексей Иванович Лебедев (30 марта 1913, Симбирск, Российская империя — сентябрь 1997, Заячий Ремиз, Старый Петергоф, Санкт-Петербург) — советский футболист, полузащитник.

## Биография
В сезоне 1938 года выступал в группе «А» чемпионата СССР в составе ленинградского «Зенита» (бывший «Большевик»). Затем перешёл в «Сталинец», в котором играл до 1941 года. Во время Великой Отечественной войны играл за московский «Зенит» в чемпионате города. В 1945 году — в составе «Зенита» Свердловск во второй группе.

## Достижения
- Финалист Кубка СССР: 1939